# Permische Sprachen
Die permischen Sprachen sind eine Gruppe der uralischen Sprachfamilie, gesprochen in Udmurtien und in der Republik Komi; nach dem Ungarischen gibt es aus dieser Gruppe die ältesten Texte der finno-ugrischen Sprachfamilie. Eine altpermjakische Schriftkultur gab es in der 2. Hälfte des 14. Jahrhunderts (im 18. Jahrhundert verfallen).
Die permischen Sprachen sind
- Komi
  - Komi-Permjakisch
  - Komi-Syrjänisch
  - Yaz'va
- Udmurtisch (Wotjakisch)

Von vielen Wissenschaftlern wird angenommen, dass Komi-Permjakisch, Komi-Syrjänisch und Yaz'va Dialekte einer einzigen Sprache sind, da die Einteilung hauptsächlich auf der Betonungsregel beruht, die in den drei Varianten unterschiedlich ist.
Das Permische hat sich aus dem Uralischen um etwa 2000 v. Chr. herausgetrennt. Es ist nicht geklärt, ob die Abspaltung vor der der ugrischen Sprachen oder danach erfolgte. Da die Entlehnungen aus dem Tschuwaschischen sowohl im Udmurtischen als auch in den Komi-Varianten vorhanden sind, ist davon auszugehen, dass die Permier zur Zeit der Herrschaft der Wolgabulgaren noch eine Einheit bildeten.